# Calacoto
Calacoto è un comune (municipio in spagnolo) della Bolivia nella provincia di Pacajes (dipartimento di La Paz) con 10.336 abitanti (dato 2010).

## Cantoni
Il comune è suddiviso in 13 cantoni (popolazione al 2001):
- Audiencia - 1.057 abitanti
- Calacoto - 1.802 abitanti
- Caracollo - 54 abitanti
- Challuyo - 381 abitanti
- General Camacho - 545 abitanti
- General Campero - 470 abitanti
- Blanca - 194 abitanti
- Max Toledo - 314 abitanti
- Okoruro - 540 abitanti
- Playa Verde - 453 abitanti
- Rosario - 307 abitanti
- Ulloma - 2.106 abitanti
- Villa Condor Iquiña - 596 abitanti